# 長野県道349号米子須坂線
長野県道349号米子須坂線（ながのけんどう349ごう よなこすざかせん）は、長野県須坂市米子と同市小山の国道406号交点を結ぶ一般県道である。

## 概要

### 路線データ
- 起点：須坂市米子
- 終点：須坂市小山（南原町東交差点＝国道406号交点）
- 延長：7.4km（実延長6.6km）

### 主要構造物
- みのどうトンネル（須坂市米子・塩野間）
  - 全長：167.0m
  - 幅員：9.3m（うち車道6.0m）

米子山（1404.1m）から伸びてきた峰を貫くトンネル。

## 重複区間
- 長野県道346号五味池高原線（須坂市豊丘付近・南原町東交差点間）

## 通過する自治体
- 須坂市

## 交差・接続する道路
- （須坂市豊丘付近）
  - 長野県道346号五味池高原線 - ※重複区間ここから
- 南原町東交差点（須坂市小山＝終点）
  - 国道406号（大笹街道）
  - 長野県道346号五味池高原線 - ※重複区間ここまで
  - 須坂市道（公園通り）

## 周辺
- 米子不動尊 - 日本三大不動尊の一。
  - 米子大瀑布